# Leafpad
Leafpad is een teksteditor voor de besturingssystemen Linux, BSD en Maemo. Het computerprogramma wordt onder andere voorgeïnstalleerd in LXDE-omgevingen.
In tegenstelling tot vele andere teksteditors heeft Leafpad de functie om zonder limiet de voorgaande bewerkingen ongedaan te maken. Ook is het mogelijk om tekst te selecteren in een ander programma en vervolgens te slepen naar Leafpad. Leafpad heeft echter geen ondersteuning voor speciale opmaken, zoals een HTML-opmaak. Dit in tegenstelling tot bijvoorbeeld gedit waar het mogelijk is om naast plain text ook verscheidende opmaken te kiezen.
Leafpad is in meerdere talen beschikbaar, waaronder het Nederlands.